# Lissonota fulvipes
Lissonota fulvipes là một loài tò vò trong họ Ichneumonidae.